# Neamț
Neamț är ett län (județ) i Rumänien med 571 755 invånare (2018). Det har 2 municipii, 3 städer och 76 kommuner.

## Municipii
- Piatra Neamț
- Roman

## Städer
- Bicaz
- Roznov
- Târgu Neamț

## Kommuner
| - Agapia - Alexandru cel Bun - Bahna - Bălțătești - Bârgăuani - Bicaz-Chei - Bicazu Ardelean - Bâra - Bodești - Boghicea - Borca - Borlești - Botești - Bozieni - Brusturi - Cândești - Ceahlău - Cordun - Costișa - Crăcăoani - Dămuc - Dobreni - Doljești - Dragomirești - Drăgănești - Dulcești - Dumbrava Roșie - Farcașa | - Făurei - Gârcina - Gherăești - Ghindăoani - Girov - Grințieș - Grumăzești - Hangu - Horia - Icușești - Ion Creangă - Mărgineni - Moldoveni - Negrești - Oniceni - Păstrăveni - Pângărați - Petricani - Piatra șoimului - Pipirig - Podoleni - Poiana Teiului - Poienari - Răucești - Războieni - Rediu - Români - Ruginoasa | - Sagna - Săbăoani - Săvinești - Secuieni - Stănița - Ștefan cel Mare - Tarcău - Tașca - Tazlău - Tămășeni - Timișești - Trifești - Tupilați - Țibucani - Urecheni - Valea Ursului - Văleni - Vânători-Neamț - Zănești |